# 蘩楼
蘩楼是總部位於中華人民共和國廣東省深圳市的一個廣式茶樓，提供茶點等餐飲服務。蘩楼最初是廣州西關的一個茶楼，始建於清朝光緒年間，前身是由黄姓茶点师傅創辦的“黄记·一盅两件”茶居。蘩楼名稱來自於蘩草。蘩楼所在的建築於中华民国四年（1915年）被毀。黄姓師傅後人改革開放後在深圳重建蘩楼。